# Basílica de San Agustín, Roma

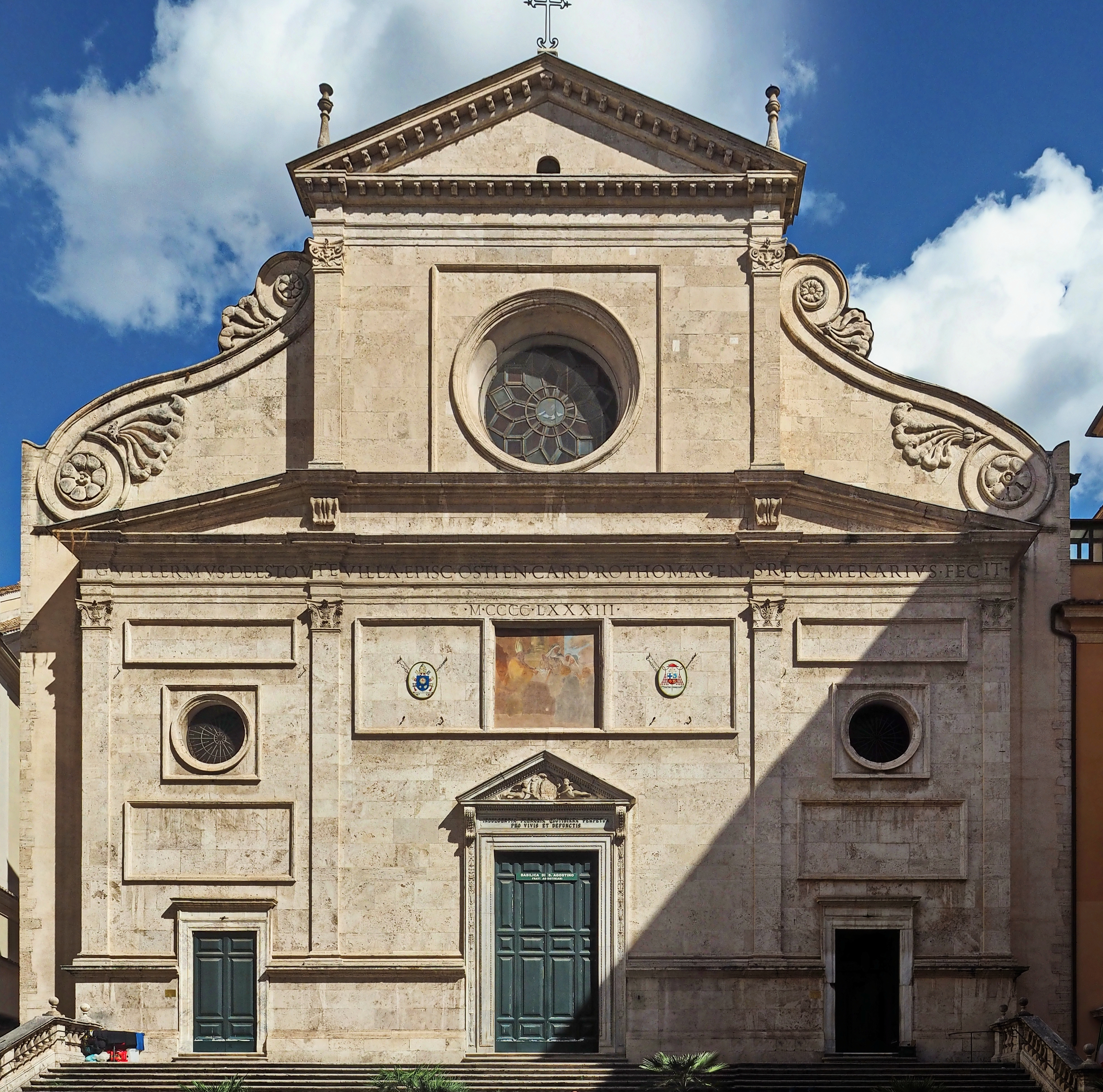
Fachada de Sant'Agostino, por Giacomo di Pietrasanta (1483).

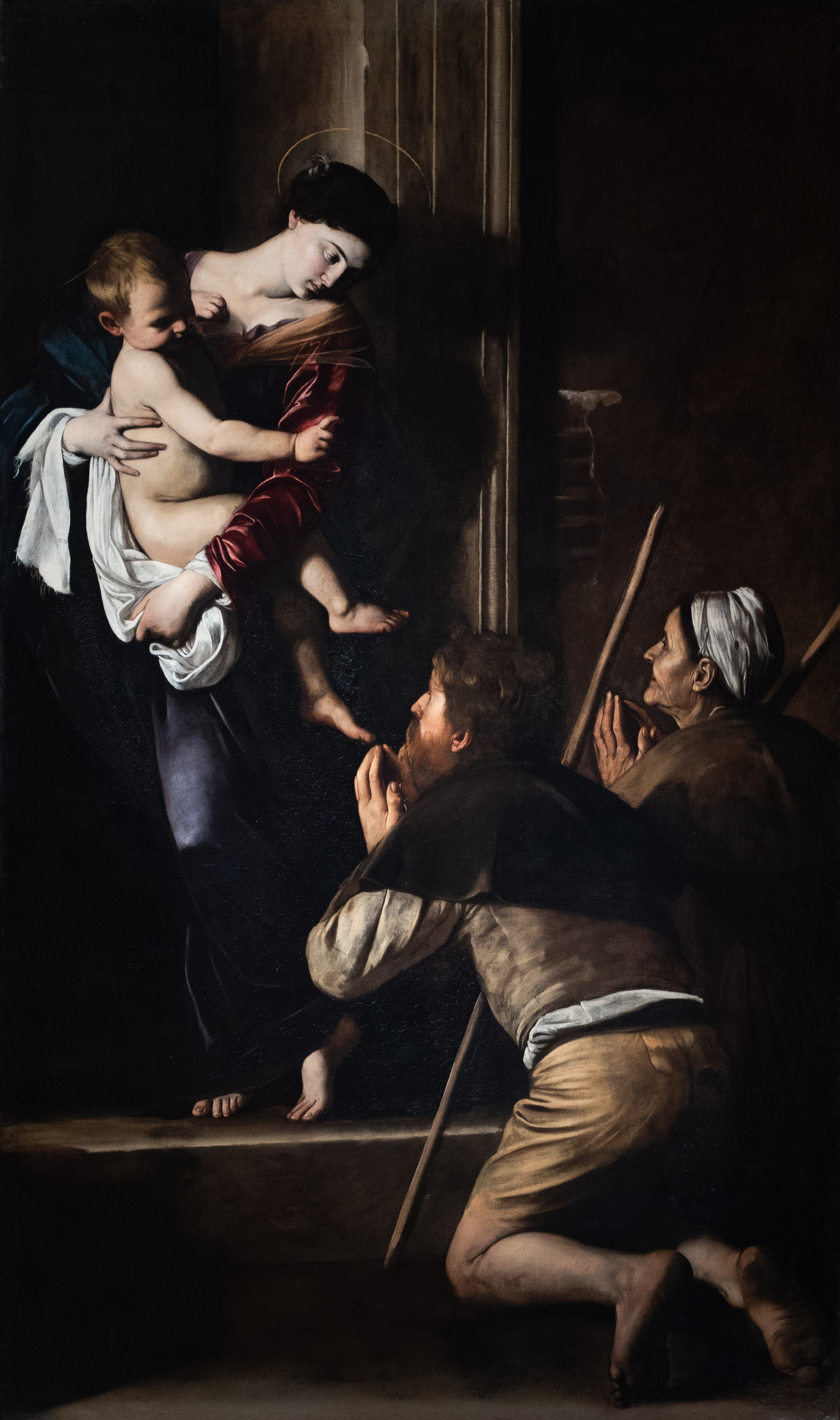
Virgen de Loreto, por Caravaggio.

La Basílica de San Agustín en Campo Marzio (en italiano: Basilica di Sant' Agostino in Campo Marzio; en latín: Basilica Sancti Augustini in Campo Marzio), comúnmente conocida como Basílica de San Agustín y localmente como Sant'Agostino, es una basílica menor católica dedicada a San Agustín en Roma, Italia. Es la iglesia madre de la Orden de San Agustín y se encuentra a metros de la Piazza Navona, en el rione Sant' Eustachio.

## Historia
Primero concebida en 1286 donde se ubicaba una primitiva iglesia dedicada al mártir San Trifón de Campsada, la basílica es conocida por su estilo arquitectónico del renacimiento romano, por sus obras de arte prominentes de artistas como Caravaggio, Rafael y Guercino, y por ser el lugar donde se encuentra la tumba de Santa Mónica (332-387), madre de San Agustín de Hipona.
La construcción fue fundada por Guillaume d'Estouteville, arzobispo de Ruan y canciller papal. La fachada se construyó en 1483 por Giacomo di Pietrasanta, usando mármol cogido del Coliseo.
La obra de arte más famosa alojada en la iglesia es la Virgen de Loreto de Caravaggio. La iglesia contiene también un lienzo de Guercino representando a los Santos Agustín, Juan Evangelista y Jerónimo; un fresco del Profeta Isaías de Rafael; y las estatuas de la Virgen con Niño, de Andrea Sansovino y de la Virgen del Parto obra de su alumno, Jacopo Sansovino. Esta segunda estatua se considera tradicionalmente como fuente de milagros. Según una leyenda, se hizo adaptando una antigua estatua de Agripina sosteniendo a Nerón en sus brazos. A principios de su carrera, el artista del siglo XVII, Giovanni Lanfranco, pintó al fresco el techo de la Capilla Buongiovanni en el transepto izquierdo con una Asunción. También conserva una escultura de Melchiorre Cafà de Santo Tomás de Villanova distribuyendo limosna, acabada por su mentor, Ercole Ferrata. Pietro Bracci también diseñó y esculpió la tumba policromada del cardenal Giuseppe Renato Imperiali (1741).
Alberga la tumba de santa Mónica, madre de san Agustín, la de Fiammetta, amante de César Borgia y famosa cortesana y la de Contessina de Médici, hija menor de Lorenzo el Magnífico y posible enamorada de Miguel Ángel. Asimismo, acá se encuentran las presuntas reliquias de Longinos, el soldado romano que traspasó el costado de Jesús.
El Titulus S. Augustini es actualmente desempeñado por el cardenal Jean-Pierre Ricard desde 2006